# Hellmuth Rössler

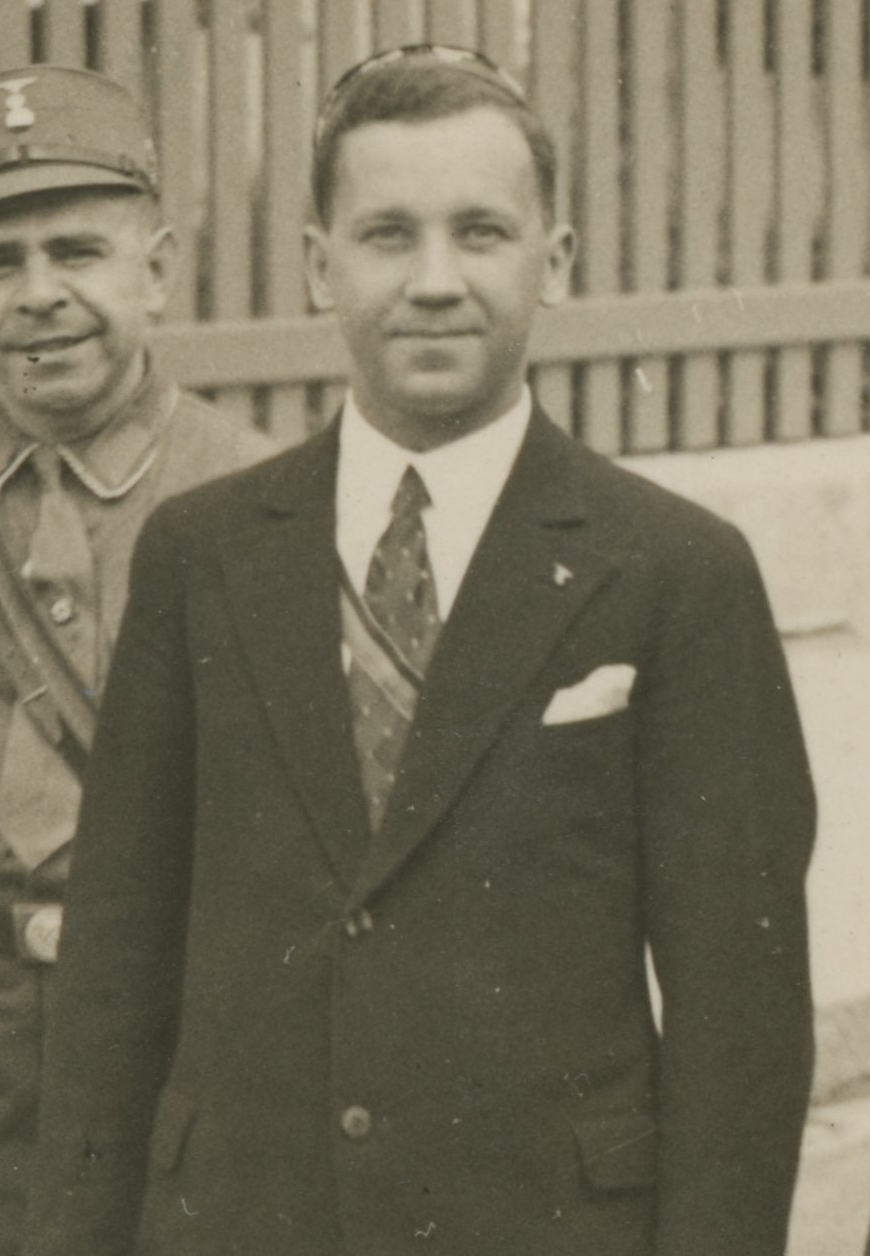
Hellmuth Rössler

Hellmuth Rössler (* 26. Januar 1910 in Dresden; † 21. August 1968 in Maria Rain (Kärnten)) war ein deutscher Historiker.

## Leben
Hellmuth Rössler studierte ab 1929 an der Universität Erlangen Rechtswissenschaft, Staatswissenschaften und Geschichte. Noch im selben Jahr wurde er im Corps Baruthia recipiert. Nach vier Semestern inaktiviert, wechselte er an die Universität Wien und die Universität Leipzig. 1933 wurde er zum Dr. iur. promoviert mit einer Arbeit über die preußischen Grundpfandgesetzgebung im 17. und 18. Jahrhundert vor dem Jahre 1780. 1933 wurde Rössler Mitglied der Sturmabteilung. Nachdem er anfänglich eine Laufbahn im Staatsdienst geplant hatte, wandte er sich ab 1934 verstärkt historischen Studien zu. Am 5. Februar 1940 beantragte er die Aufnahme in die Nationalsozialistische Deutsche Arbeiterpartei und wurde zum 1. April desselben Jahres aufgenommen (Mitgliedsnummer 7.618.004). Er war zudem Mitglied des Nationalsozialistischen Altherrenbundes und des Nationalsozialistischen Rechtswahrerbundes 1937 arbeitete er als Referent im Hauptamt für Nationalsozialistische Volkswohlfahrt. Seit 1941 gehörte er dem Beirat des Reichsinstituts für Geschichte des neuen Deutschlands an und publizierte in dessen Verlag das zweibändige Werk Österreichs Kampf um Deutschlands Befreiung. Nachdem er sich in Wien bei Heinrich von Srbik habilitiert hatte, war er ab 1942 Universitätsdozent an der Universität Wien. Ende 1943 wurde er außerordentlicher Professor für Neuere Geschichte an der Universität Innsbruck.
In der Nachkriegszeit in Deutschland verdiente Rössler seinen Lebensunterhalt als freier Schriftsteller in Erlangen. Er kehrte in den Hochschuldienst zurück und war seit 1950 außerplanmäßiger Professor an der Universität Erlangen. 1955 folgte er dem Ruf der Technischen Hochschule Darmstadt auf ihren Lehrstuhl für Neuere Geschichte. 1959 konnte er Wilhelm Schüßler an die TH Darmstadt binden. Rössler erregte im Januar 1966 durch eine Vortragsäußerung bei einer Tagung der Landsmannschaft der Ost- und Westpreußen Aufsehen, wonach Polen die deutschen Ostgebiete nicht benötigen würde, da im Zweiten Weltkrieg fünf Millionen Polen ums Leben gekommen seien. Trotz heftiger Kritik aus der Presse blieb diese Meinung folgenlos. In seiner Eigenschaft als Geschichtsprofessor der TH Darmstadt wurde Rössler Mitglied der Historischen Kommission für Hessen.

## Schriften (Auswahl)
- Der Soldat des Reiches Prinz Eugen. Stalling, Oldenburg u. a. 1934.
- Österreichs Kampf um Deutschlands Befreiung. Die deutsche Politik der nationalen Führer Österreichs 1805–1815, 2 Bände. Hanseatische Verlagsanstalt, Hamburg 1940.
- mit Günther Franz: Biographisches Wörterbuch zur deutschen Geschichte. Oldenbourg, München 1952.
- Fränkischer Geist, deutsches Schicksal. Ideen, Kräfte, Gestalten in Franken. 1500–1800 (= Die Plassenburg. Bd. 4, ZDB-ID 504385-2). Baumann, Kulmbach 1953.
- Größe und Tragik des Christlichen Europas. Europäische Gestalten und Kräfte der deutschen Geschichte vom Spätmittelalter bis zur Gegenwart. Diesterweg, Frankfurt am Main u. a. 1955.
- Europa im Zeitalter von Renaissance, Reformation und Gegenreformation, 1450–1650 (= Weltgeschichte in Einzeldarstellungen. Bd. 4, ZDB-ID 1173479-6). Bruckmann, München 1956.
- Reichsfreiherr vom Stein (= Persönlichkeit und Geschichte. Bd. 2), Musterschmidt, Göttingen 1957.
- mit Günther Franz: Sachwörterbuch zur deutschen Geschichte. Oldenbourg, München 1958.
- Deutsche Geschichte. Das Schicksal des Volkes in der Mitte Europas von den Germanen bis zur Gegenwart. Bertelsmann, Gütersloh 1961.